# Un condor innamorato
Un condor innamorato (Flirty Birdy) è un film del 1945 diretto da William Hanna e Joseph Barbera. È il ventunesimo cortometraggio animato della serie Tom & Jerry, prodotto dalla Metro-Goldwyn-Mayer e uscito negli Stati Uniti il 22 settembre 1945. Fu il primo cortometraggio della serie ad essere stato distribuito dopo la seconda guerra mondiale. Il cartone animato ruota intorno ai tentativi di Tom di riprendersi Jerry da un maschio di aquila (non un condor, come dice il titolo italiano) vestendosi come una femmina della stessa specie. Nei titoli di testa il corto viene tradotto come Il condor innamorato, mentre in copertine, menù e sottotitoli rimane il titolo precedente.

## Trama
Mentre Tom sta tentando di mangiarsi un panino con dentro Jerry, quest'ultimo viene rubato da un maschio di aquila. Tom e l'aquila iniziano quindi a litigare per il possesso di Jerry, ma l'aquila ha la meglio. Al gatto viene quindi l'idea di travestirsi da femmina di aquila per farsi ridare Jerry. Nonostante il travestimento sia poco convincente, il trucco funziona e Tom riesce a riprendersi Jerry. Ora il gatto deve però sfuggire alle insistenti avances dell'aquila. Jerry, dopo essere sfuggito a Tom, lega la gamba del gatto con una corda e fa in modo che l'aquila catturi finalmente la sua "amata". Essa sposa quindi Tom, e il gatto è obbligato a stare seduto su un nido in cima a un albero a covare le uova e cucire un maglioncino, preparandosi per la maternità.

## Edizione italiana
Il doppiaggio italiano risulta diverso da quello originale come accaduto in altri cortometraggi; per esempio quando il condor prende Tom per la gola, nell'edizione originale il condor dice "Going down?", ma nella versione italiana il condor gli dice "Te ne vai via?". Inoltre nel momento in cui il condor legge la scritta "Bancarella dei baci. Per ogni topino un bacino" parla solo nell'edizione italiana (la voce del condor è di Gastone Pescucci).